# Anisodactylus rotundangulus
Anisodactylus rotundangulus är en skalbaggsart som beskrevs av Bates. Anisodactylus rotundangulus ingår i släktet Anisodactylus och familjen jordlöpare. Inga underarter finns listade i Catalogue of Life.